# 隣の八重ちゃん
『隣の八重ちゃん』（となりのやえちゃん）は、1934年（昭和9年）公開の島津保次郎監督による日本映画。松竹のトーキー初期の映画。東京郊外に住む中産階級の2家族の交流を描いた作品で、蒲田調と呼ばれた小市民映画（庶民の日常を描いた作品群で昭和初期に流行）のひとつ。ホームドラマの元祖的作品とも言われる。

## ストーリー
高校生の八重子は隣の家の東大生の恵太郎と高校生の精二兄弟と仲がよく、いつも一緒にすごしていた。そこへ八重子の姉・京子が嫁ぎ先から出戻ってくる。が、その京子が恵太郎に興味を示し始める。

## キャスト

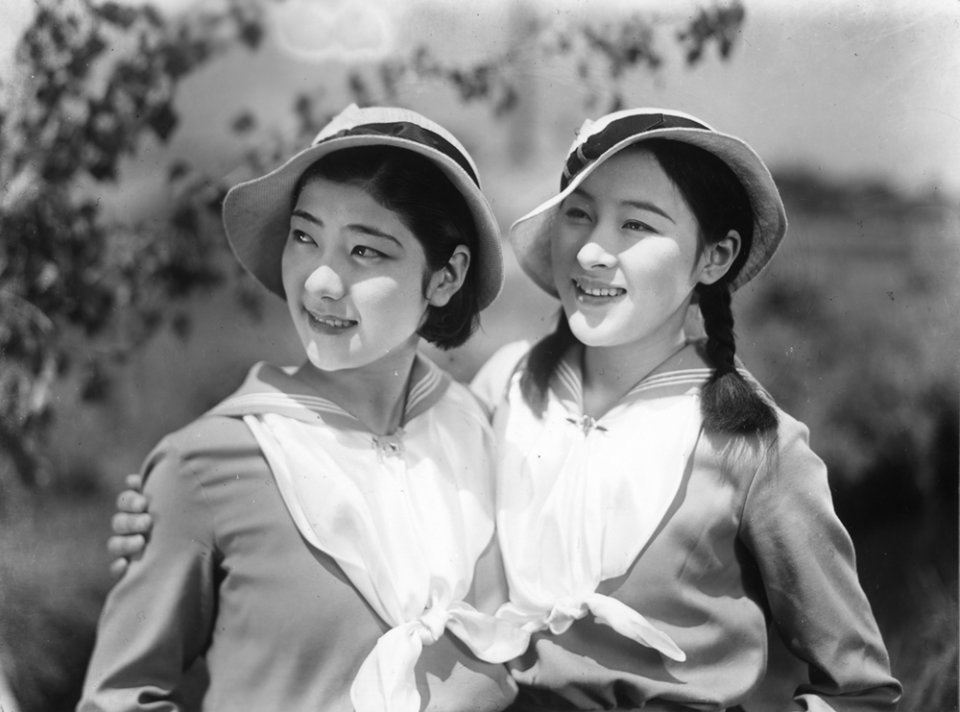
高杉早苗（左）、逢初夢子（右）

- 父・服部昌作…岩田祐吉
- 母・浜子…飯田蝶子
- 娘・八重子…逢初夢子
- 姉・京子…岡田嘉子
- 父・新海幾造…水島亮太郎
- 母・杉子…葛城文子
- 長男・恵太郎…大日方伝
- 次男・精二…磯野秋雄
- 真鍋悦子…高杉早苗
- ガラス屋…阿部正三郎

## スタッフ
- 監督…島津保次郎
- 助監督…豊田四郎、吉村公三郎、清舗彰、佐藤武
- 脚色…島津保次郎
- 原作…島津保次郎
- 撮影…桑原昴
- 撮影助手…寺尾清、木下恵介、蟹文雄、小峰正夫
- 作詞…大木惇夫
- 作曲…早乙女光
- 独唱…矢追婦美子
- 指揮…高階哲夫
- 美術…脇田世根一
- 美術助手…木村宣郎、三田秀雄、三島信太郎、中村二郎、石原幾
- 録音…土橋晴夫、橋本要
- 録音助手…神保幹雄、西山整司
- 配光…高下義雄
- 現像…納所歳巳、阿部鉉太郎
- 字幕…藤岡秀三郎